# Michael Smith (homme politique)
 (novembre 2023).
Pour les articles homonymes, voir Michael Smith (homonymie).
Michael Smith (né le 8 novembre 1940) est un homme politique irlandais du Fianna Fáil qui est ministre de la Défense de 1997 à 2004, ministre de l'Éducation de novembre 1994 à décembre 1994, ministre de l'Environnement de 1992 à 1994 et ministre d'État de divers gouvernements. Il est Teachta Dála (TD) pour la circonscription de Tipperary Nord de 1969 à 1973, de 1977 à 1981 et de 1987 à 2002. Il est également sénateur du Panel culturel et éducatif de 1983 à 1987 et du Panel agricole de mai 1982 à décembre 1982.

## Biographie
Smith est né à Roscrea, dans le comté de Tipperary en 1940. Il fait ses études à CBS Templemore dans le comté de Tipperary. Il travaille comme agriculteur avant d'entrer au Dáil Éireann aux élections générales de 1969 en tant que député du Fianna Fáil pour la circonscription de Tipperary Nord.
Il perd son siège aux élections générales de 1973 mais est réélu au Dáil Éireann aux élections générales de 1977.
En 1980, le Taoiseach Charles Haughey le nomme ministre d'État au ministère de l'Agriculture. Smith perd de nouveau son siège au Dáil aux élections générales de février 1982 et ne parvient pas à le regagner aux élections générales de novembre 1982. Il passe les cinq années suivantes en tant que sénateur au Seanad Éireann, élu d'abord par le Panel agricole puis par le Panel culturel et éducatif, avant d'être réélu au Dáil aux élections générales de 1987.
Lorsque Smith est réélu au Dáil en 1987, il est nommé ministre d'État au ministère de l'Énergie. Il est nommé au cabinet en tant que ministre de l'Énergie en 1988. Son séjour au Cabinet est bref; à la suite des élections générales de 1989, il est rétrogradé au rang de ministre d'État au ministère de l'Industrie et du Commerce.
En février 1992, il revient au cabinet pour deux ans en tant que ministre de l'Environnement,. Il occupe ce poste jusqu'à ce que le Fianna Fáil quitte le gouvernement en décembre 1994.
Après les élections de 1997, le Fianna Fáil revient au gouvernement et Smith est nommé ministre d'État au ministère de l'Éducation et des Sciences. En octobre 1997, il remplace David Andrews au poste de ministre de la Défense et occupe ce poste jusqu'à ce qu'il soit exclu du cabinet lors d'un remaniement en 2004,. Au cours de son mandat, Smith s'occupe de la question de l'indemnisation de la surdité dans l'armée, qui aboutit finalement à des réclamations de 300 millions d'euros contre l'État.
Aux élections générales de 2007, il perd son siège au profit de Noel Coonan du Fine Gael.